# Замок Риволи
Замок Риволи (итал. Castello di Rivoli) — бывшая резиденция королевского дома Савойских в Риволи (провинция Турин, Италия). В настоящее время в замке находится Музей современного искусства «Castello di Rivoli — Museo d’Arte Contemporanea».

## История
Замок был построен, вероятно, в IX—X века, но о его существовании упоминается впервые лишь в 1159 году, в грамоте императора Фридриха Барбаросса, который уступил Риволи туринским епископам.
Савойская династия купила Риволи в XI веке, и вскоре начались распри с епископами, из-за чего в 1184 году замок был повреждён. В 1330 году Амадей VI Савойский переехал в замок Консильо-деи-Принчипи. Замок был также местом первого всенародного почитания Туринской плащаницы на своем пути в Турин при Амадее IX.
После периода упадка, Като-Камбрезийский мир (1559) установил, что герцог Эммануэль Филибер не может проживать в Турине, пока у него не родится мальчик. Поэтому он разместил свою резиденцию в замке Риволи и начал работы по его восстановлению по проекту архитектора Асканио Виттоцци. В 1562 году родился Карл Эммануил I, и он вернулся в Турин. Работы по проекту Виттоцци были закончены в 1644 под руководством Карла и Амедео ди Кастелламонто, с созданием так называемого Длинного рукава (итал. Manica lunga), предназначенного для размещения «Савойской галереи», единственного сохранившегося до наших дней помещения здания XVII века. Однако многочисленные произведения искусства были украдены французскими войсками в последующие годы. Новые работы начались после 1706 года.
Виктор-Амадей II заказал новый фасад Филиппу Юварро, но опять же он остался незавершенным. Виктор-Амадей жил здесь в качестве заключенного после его отречения и его неудачной попытки восстановить царствование при сыне Карле Эммануиле III. После его смерти, замок был заброшен, в 1863 он стал казармой, а через двадцать лет часть здания заняла библиотека.
Здание было сильно повреждено во время Второй мировой войны и оно находилось в таком состоянии до 1979 года, когда начались новые работы по реставрации. В 1984 году в замке был открыт Музей современного искусства (итал. Museo di Arte Contemporanea), один из самых известных в Европе.

## Галерея

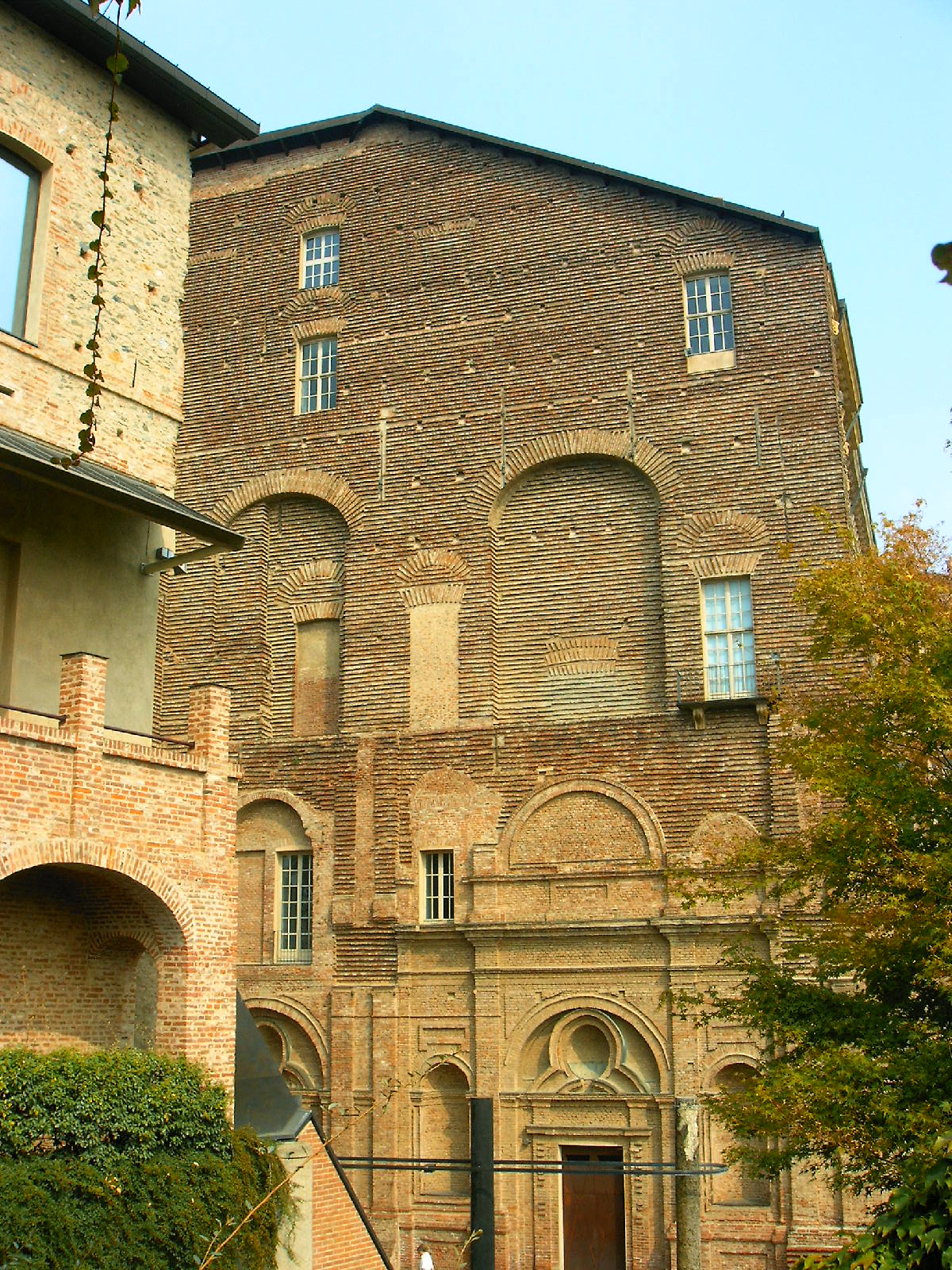
Незавершённый фасад Филиппо Юварра
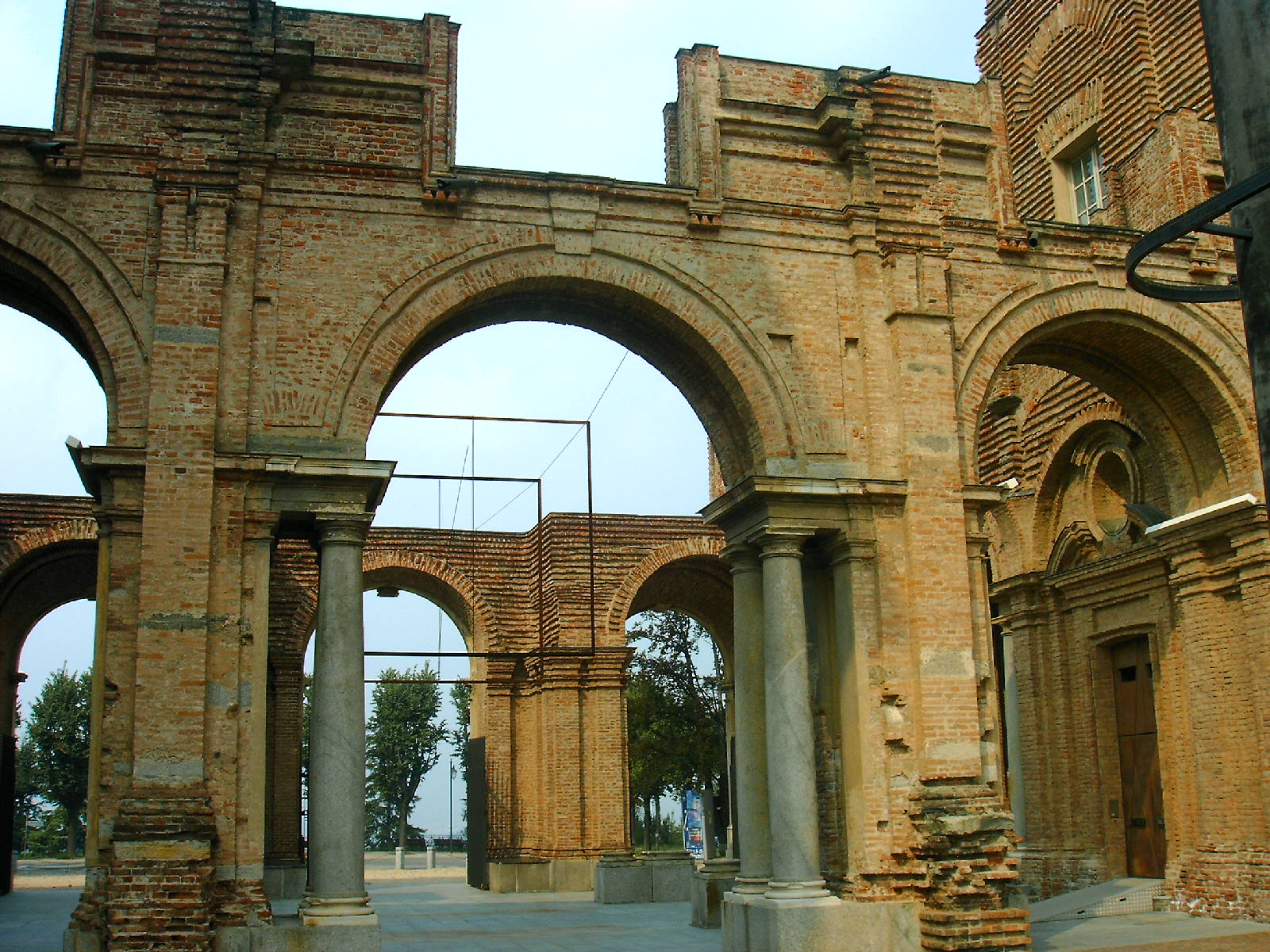
Остатки перехода между частью Юварра и Длинным рукавом
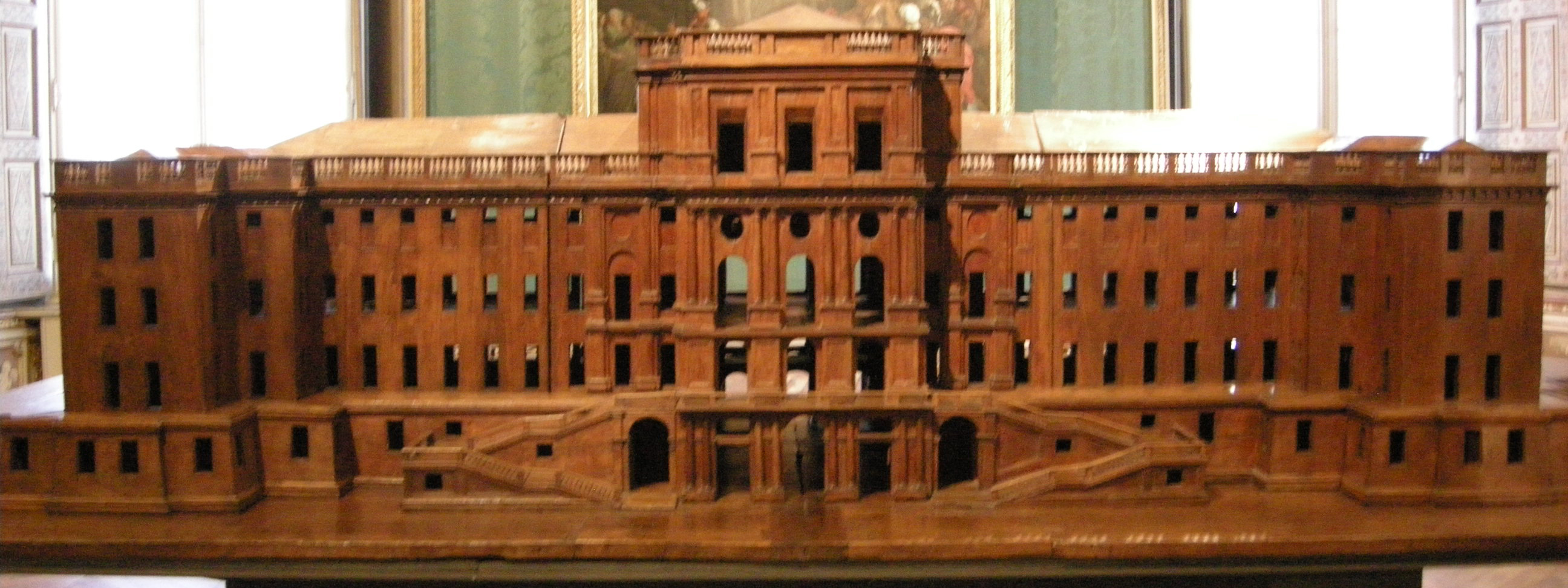
Модель замка
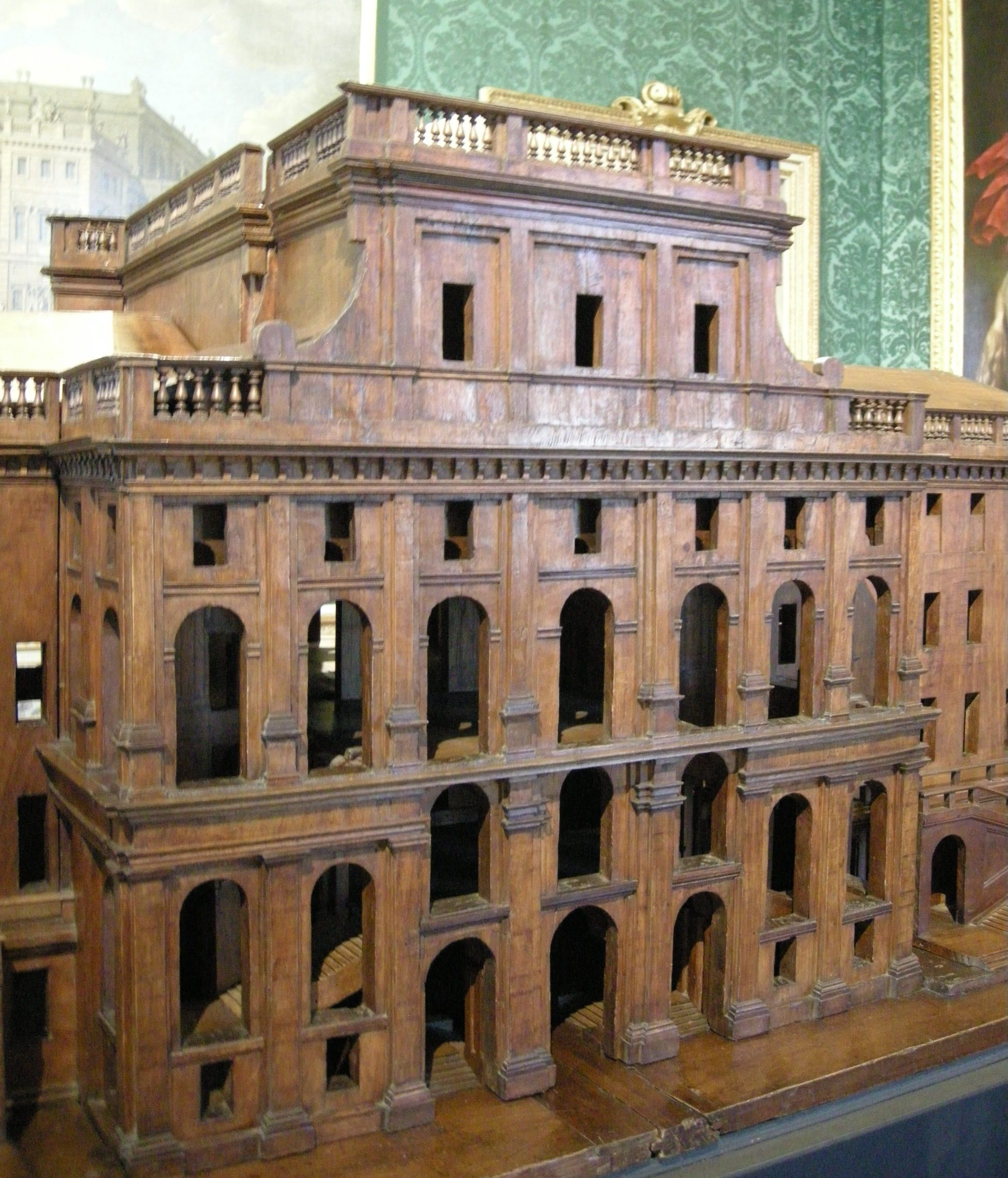
Модель замка